# Stenohelia echinata
Stenohelia echinata är en nässeldjursart som beskrevs av Katsuyuki Eguchi 1968. Stenohelia echinata ingår i släktet Stenohelia och familjen Stylasteridae. Inga underarter finns listade i Catalogue of Life.